# Moriuchi Takahiro
Moriuchi Takahiro (Nhật: 森内 貴寛), được biết đến rộng rãi với nghệ danh Taka, là một nhạc sĩ, ca sĩ người Nhật Bản và là giọng ca chính của ban nhạc rock Nhật Bản ONE OK ROCK (OOR). Moriuchi cũng là người viết lời và sáng tác chính cho OOR. Năm 2017, tạp chí Kerrang! đã xếp Taka ở vị trí thứ 27 trong danh sách "50 ngôi sao nhạc rock vĩ đại nhất thế giới". Anh cũng được tạp chí Rock Sound liệt kê là một trong "50 nhân vật có ảnh hưởng nhất trong làng nhạc Rock".
Trước đó, anh ấy đã ở trong nhóm nhạc nam NEWS suốt năm 2003 cho đến khi rời nhóm và công ty quản lý.
Những bài hát anh ấy biểu diễn gồm cả tiếng Anh và tiếng Nhật (chủ yếu là tiếng Anh)

## Đời tư
Moriuchi Takahiro sinh ngày 17 tháng 4 năm 1988, là con trai cả của hai ca sĩ nổi tiếng Nhật Bản Mori Masako và Mori Shinichi. Anh có hai em trai tên Moriuchi Tomohiro, người làm việc trên TV Tokyo và Moriuchi Hiroki, ca sĩ chính của ban nhạc MY FIRST STORY.
Moriuchi tốt nghiệp trường tiểu học Keio vào tháng 3 năm 2001. Sau đó, anh tiếp tục học tại trường sơ trung Keio vào tháng 4 năm 2001 và trường cao trung Keio vào tháng 4 năm 2004. Vào năm nhất cao trung (tháng 3 năm 2005), anh bỏ học để theo đuổi sự nghiệp âm nhạc. Một tháng sau, bố mẹ anh ly hôn.
Năm 2005, anh đổi họ của mình từ họ bố Moriuchi (森内) thành họ mẹ Morita (森田) do bố mẹ ly hôn. Tuy nhiên, trong một cuộc phỏng của tạp chí Rockin'On Japan số tháng 6 năm 2012, Taka đã tuyên bố rằng tên thật của mình là Moriuchi Takahiro. Vào năm 2013, anh thể hiện điều đó một lần nữa trong một bức ảnh sử dụng họ của mình, Moriuchi, nơi tất cả các thành viên ban nhạc ONE OK ROCK đã giữ một dấu hiệu bằng văn bản về tên thật của họ. Bức ảnh được chụp bởi nhiếp ảnh gia, Rui Hashimoto.

## Sự nghiệp âm nhạc

### 2002 - 2004: Khởi nghiệp và theo đuổi âm nhạc
Moriuchi đã ký hợp đồng với Johnny's Entertainment vào năm 2002 và gia nhập nhóm nhạc nam NEWS vào năm 2003. Do một vụ bê bối tình dục, anh ta đã rời khỏi band vào năm 2004 để "tập trung vào việc học". Taka đã có một thời gian ngắn trong một ban nhạc tên là Chivalry of Music vào năm 2004.

### 2005 - nay: ONE OK ROCK
Moriuchi được guitarist Toru Yamashita mời tham gia One Ok Rock vào năm 2005. Ban nhạc đã phát hành CD độc lập đầu tiên vào năm 2006 và được ký bởi Amuse, Inc., công ty mà họ chính thức ra mắt 

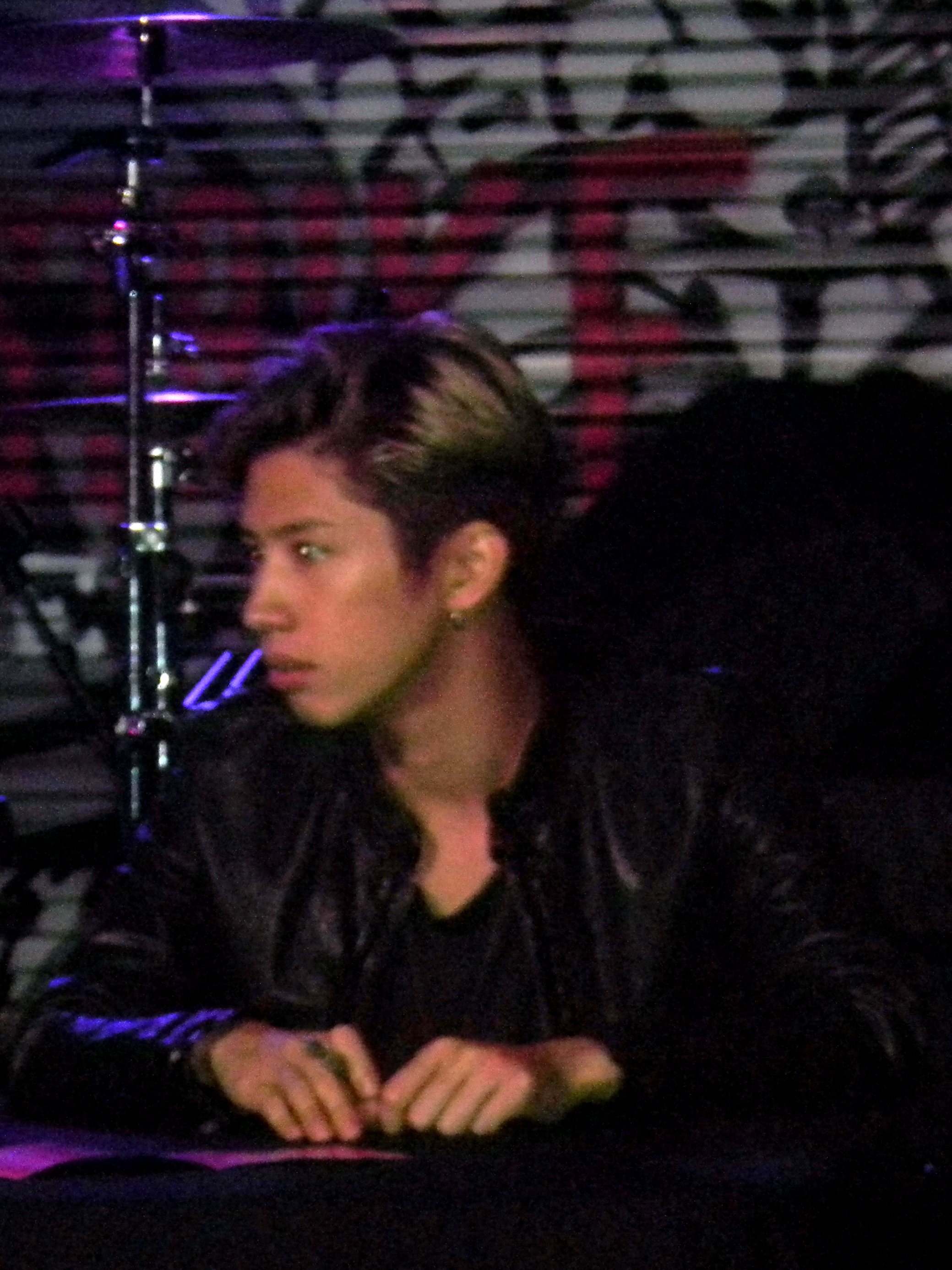
Taka trong một buổi ký tặng tại Lucky Strike Live, ngày 22 tháng 10 năm 2015

Ban nhạc đã làm rất tốt với doanh thu âm nhạc cao. Vào tháng 8 năm 2012 họ đạt được thành công lớn khi phát hành " The Beginning ", đây là bài hát chủ đề cho bộ phim live-action chuyển thể manga và anime Rurouni Kenshin (hay Lãng khách Kenshin). Các buổi hòa nhạc của band luôn cháy vé với số lượng người tham dự cao và có nhiều tour diễn khắp Nhật Bản. ONE OK ROCK cũng đã tổ chức các tour diễn ở nước ngoài ở Châu Á, Mỹ, Châu Âu và Nam Mỹ.
Vào tháng 3 năm 2013, Simple Plan đã công bố phiên bản mới của bài hát " Summer Paradise " có sự góp mặt của Moriuchi cho bản phát hành chỉ có ở Nhật Bản  Sau đó, họ đã biểu diễn cùng nhau tại lễ hội âm nhạc Punkspring 2013 tại Tokyo, Nhật Bản.
Vào tháng 11 năm 2013, Moriuchi đã cùng Pay Money to My Pain hát một trong những bài hát của họ trong album "Gene" để tưởng nhớ giọng ca chính của Pay Money to My Pain, K (Kei Goto) - người đã qua đời vì suy tim.
Vào mùa hè năm 2014, các bài hát mới nhất của ONE OK ROCK, "Mighty Long Fall" và "Heartache" lần lượt được giới thiệu làm bài hát chủ đề cho các phần tiếp theo của Rurouni Kenshin: Kyoto Inferno và Rurouni Kenshin: The Legend Ends.
Vào tháng 2 năm 2015, Moriuchi được giới thiệu với tư cách là ca sĩ khách mời trong ca khúc "Dreaming Alone" của Against the Current.
Kể từ tháng 7 năm 2015, ONE OK ROCK ký hợp đồng với U.S. label, Warner Bros. Thu âm và phát hành phiên bản tiếng Anh cho album của họ, 35xxxv vào tháng 2 năm 2015.
Vào ngày 11 tháng 9 năm 2016, ONE OK ROCK đã ký hợp đồng với Fueled by Ramen. Năm 2017, OOR phát hành album thứ tám, Ambitions. Phiên bản tiếng Nhật được phát hành vào ngày 11 tháng 1 năm 2017 dưới nhãn hiệu A-Sketch, và phiên bản tiếng Anh được phát hành vào ngày 13 tháng 1 năm 2017 dưới nhãn hiệu Fueled by Ramen của Mỹ.
Vào tháng 7 năm 2017, Moriuchi góp mặt trong ca khúc "Don't Let Me Go" trong album The Knife của Goldfinger với tư cách là ca sĩ khách mời. Vào ngày 27 tháng 10 năm 2017, anh xuất hiện tại Linkin Park and Friends - Celebrate Life in Honor of Chester Bennington, biểu diễn " Somewhere I Belong " cùng với các thành viên còn lại của Linkin Park. Vào ngày 12 tháng 5 năm 2018, anh làm khách mời trong chương trình của ca sĩ  Linkin Park - Mike Shinoda tại Identity Festival ở Los Angeles, biểu diễn bản mash-up " Waiting for the End / Where'd You Go ".

## Ảnh hưởng
Ảnh hưởng lớn nhất của anh là Linkin Park, Good Charlotte, The used, Red Hot Chili Peppers, Thirty Seconds to Mars, hide, Maroon 5, Adele, Rize, Issues, Sum 41, Green Day và Simple Plan.
Các nghệ sĩ yêu thích của Moriuchi là Bring Me The Horizon, Radwimps, Michael Jackson, Vanessa Carlton, Attack Attack!, Asking Alexandria, Destrage, Coldplay, Nickelback  và Avril Lavigne. Taka cũng đã nói vềChester Bennington từ Linkin Park và Kellin Quinn từ Sleeping With Sirens như là nguồn cảm hứng của anh khi quyết định chuyển từ nhạc pop sang nhạc rock.

## Hợp tác sản xuất
| Năm  | Tiêu đề                         | Album                                   | Nghệ sĩ hợp tác        | Ghi chú |
| ---- | ------------------------------- | --------------------------------------- | ---------------------- | --- |
| 2011 | "Let Life Be"                   | ALLY & DIAZ                             | ALLY & DIAZ            | Có Taka (ONE OK ROCK) & サ イ プ レ ス 上 野 (Cypress Ueno) |
| 2013 | "Summer Paradise"               | Get Your Heart On! (Japan Tour Edition) | Simple Plan            | Có Taka (ONE OK ROCK). |
| 2013 | "Voice"                         | gene                                    | Pay Money to My Pain   | P.T.P feat. Taka từ ONE OK ROCK. Để tưởng nhớ Kei Goto (còn được gọi là K), giọng ca của Pay Money To My Pain, người đã qua đời vào sáng ngày 30 tháng 12 năm 2012 do suy tim cấp tính. |
| 2014 | "Bottle Rocket"                 | First Words                             | GROWN KIDS             | Có sự tham gia của Taka (ONE OK ROCK) và Megan Joy. |
| 2015 | "Dreaming Alone"                | GRAVITY                                 | Against the Currrent   | Có Taka (ONE OK ROCK). |
| 2015 | "Primavera"                     | 5..... GO                               | F.T. Island            | Moriuchi với tư cách là người đồng sáng tác cho cả hai bài hát. |
| 2015 | "My Birthday"                   | 5..... GO                               | F.T. Island            | Moriuchi với tư cách là người đồng sáng tác cho cả hai bài hát. |
| 2016 | "By My Side"                    | バ イ ・ マ イ ・ サ イ (Bên tôi)       | Yojiro Noda (RADWIMPS) | Có Taka (ONE OK ROCK). Một đĩa đơn từ thiện cho trận động đất ở Kumamoto năm 2016. |
| 2016 | "insane dream"                  | daydream                                | Aimer                  | Taka với tư cách là nhà sản xuất, đồng biên kịch và nhà soạn nhạc. Anh ấy hát điệp khúc.                                                                                                |
| 2016 | "Higher Ground"                 | daydream                                | Aimer                  | Taka với tư cách là một nhà soạn nhạc. |
| 2016 | "closer"                        | daydream                                | Aimer                  | Taka với tư cách là nhà sản xuất, đồng biên kịch và soạn nhạc. |
| 2016 | "Falling Alone"                 | daydream                                | Aimer                  | Taka với tư cách là nhà sản xuất, đồng biên kịch và soạn nhạc. |
| 2016 | "Stars in the rain"             | daydream                                | Aimer                  | Taka với tư cách là một nhà soạn nhạc. |
| 2016 | "War"                           | 13 Voices (Japanese edition)            | Sum 41                 | Có Taka (ONE OK ROCK). |
| 2017 | "Yung & Dum"                    | Headspace (Japanese edition)            | Issues                 | Có Taka (ONE OK ROCK). |
| 2017 | "Don't let me go"               | The Knife                               | Ngón tay vàng          | Có Taka (ONE OK ROCK). |
| 2018 | "Ikijibiki"                     | Anti Anti Generation                    | Radwimps               | Có Taka (ONE OK ROCK). |
| 2019 | "I Want a Billion"              | Untitled                                | Kohh                   | Có Taka (ONE OK ROCK). |
| 2019 | "Action"                        |                                         | Don Broco              | Có Taka (ONE OK ROCK), Tyler Carter (Issues), Caleb Shomo (Beartooth) và Tilian Pearson (Dance Gavin Dance).                                                                            |
| 2019 | "Lights Down Low" (re-recorded) |                                         | MAX                    | Có Taka (ONE OK ROCK). |

### Xuất hiện trên video âm nhạc
| Năm  | Tiêu đề                             | Nghệ sĩ             |
| ---- | ----------------------------------- | ------------------- |
| 2013 | "Summer Paradise"                   | Simple Plan         |
| 2014 | "Bottle Rocket"                     | GROWN KIDS          |
| 2015 | "Dreaming Alone"                    | Against the Current |
| 2017 | "Boys"                              | Charli XCX          |
| 2019 | "I Want a Billion"                  | Kohh                |
| 2020 | "Baseball Bat"                      | SiM                 |
| 2020 | "Mou ichido" (もう一度 Một lần nữa) | Re: Project         |